# Лысков, Дмитрий Анатольевич
Дмитрий Анатольевич Лысков (24 сентября 1987, Глазов, УАССР, РСФСР, СССР) — российский футболист, игрок в мини-футбол клуба Факел ЯМАЛ и сборной России по мини-футболу.

## Биография
Воспитанник глазовского мини-футбола. На старте карьеры играл за глазовский «Прогресс» в Высшей лиге. В Суперлиге дебютировал за «Липецк» в 2006 году, вскоре стал одним из лидеров команды. В декабре 2008 года из-за финансовых проблем липецкого клуба перешёл в «Мытищи». А два с половиной года спустя Дмитрий перешёл в югорский клуб «Газпром-Югра».
В 2008 году Лысков в составе сборной России стал победителем первого Чемпионата Европы среди молодёжных команд. Дмитрий стал главным героем финала турнира, сделав дубль в ворота итальянцев. Также он сыграл и за взрослую сборную России в нескольких матчах.

## Достижения
- Победитель молодёжного чемпионата Европы 2008